# آنتونی گرت لیسی
 آنتونی گرت لیسی (انگلیسی: Antony Garrett Lisi؛ زاده ۲۴ ژانویهٔ ۱۹۶۸) یک فیزیک‌دان در زمینه فیزیک نظری اهل ایالات متحده آمریکا است.